# Pomnik Leona Starkiewicza w Łodzi
Pomnik Leona Starkiewicza – pomnik-popiersie Leona Starkiewicza, zlokalizowany przy ul. Henryka Sienkiewicza 46 w Łodzi, przed III Liceum Ogólnokształcącym w Łodzi (dawn. Gimnazjum Miejskie).

## Historia
Inicjatorem powstania pomnika Leona Starkiewicza był architekt i polityk Marian Spychalski – absolwent Gimnazjum Miejskiego w Łodzi (1926), którego Starkiewicz był dyrektorem. Pomnik wybudowano dzięki wysiłkom członków Stowarzyszenia Wychowanków szkoły. Pomysł na postawienie pomnika pojawił się przed jubileuszem 50-lecia szkoły, w wyniku braku możliwości zmiany patrona szkoły z Tadeusza Kościuszki na Leona Starkiewicza. Wówczas ustanowiono „Komitet budowy pomnika dyrektora Leona Starkiewicza w Łodzi”, w skład którego weszli członkowie warszawskiej delegatury stowarzyszenia: Leon Michalski, Władysław Bieńkowski, Henryk Golański, Kazimierz Groszczyński, Józef Mieszkowski, Juliusz Mieszkowski, Kazimierz Nita, Wacław Płoszewski, Stanisław Sasim i Eugeniusz Stasiak.
Uroczystego odsłonięcia dokonał ówczesny I sekretarz Komitetu Łódzkiego PZPR – Józef Spychalski – podczas obchodów 50-lecia szkoły – 20 listopada 1966.

## Projekt
Plan architektonicznej lokalizacji pomnika wykonał Marian Spychalski, a rzeźbę zrealizował Marian Wnuk. Pomnik stanowi popiersie Leona Starkiewicza, umieszczone na trzymetrowym, granitowym cokole. Na cokole pomnika znajduje się napis następującej treści: W roku tysiąclecia pamięci założyciela i dyrektora szkoły w latach 1916–1939 Leona Starkiewicza i zespołu nauczycieli – twórczych i oddanych młodzieży wychowawców i przyjaciół – w 50 rocznicę powołania do życia przez robotniczą Łódź gimnazjum miejskiego, które dobrze zasłużyło się Miastu i Ojczyźnie.